# Aufwecker

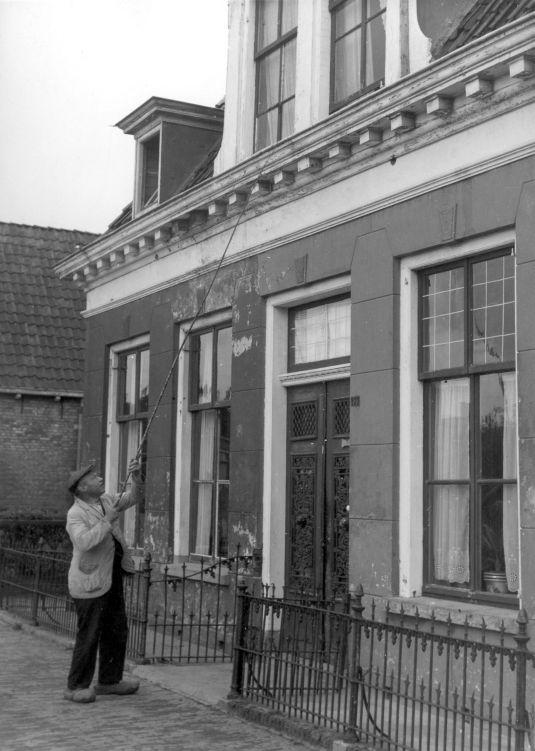
Aufwecker in Leeuwarden, Niederlande, 1947

Aufwecker (englisch knocker-up oder knocker-upper) war ein Beruf in Großbritannien und Irland, dessen Ausübung während der Industriellen Revolution begann. Die Aufgabe eines Aufweckers war es, schlafende Menschen zu wecken, damit sie pünktlich zur Arbeit kommen konnten.

## Geschichte
Da Wecker zur damaligen Zeit noch teuer und recht unverbreitet waren, lief der Aufwecker damals morgens von Haus zu Haus und weckte jeden Menschen, der morgens früh zur Arbeit erscheinen musste, diese hinterließen dem Aufwecker dann einen kleinen Lohn.
Während der Industriellen Revolution und bis Anfang der 1920er Jahre war der Beruf besonders beliebt. Später wurde er durch mechanische Wecker ersetzt. Vereinzelt wurde der Beruf noch bis in die 1970er Jahre ausgeübt.
Es gab eine große Anzahl von Menschen, die diesen Job ausübten, vor allem in größeren Industriestädten wie Manchester. Im Allgemeinen wurde die Arbeit von älteren Männern und Frauen erledigt, aber manchmal ergänzten die Polizeibeamten ihr Gehalt, indem sie die Aufgabe während der Patrouillen am frühen Morgen ausführten.

## Methoden
Der Aufwecker benutzte meistens einen kurzen, schweren Stock, um an die Türen der Kunden zu klopfen, oder einen langen und leichten Stock, oft aus Bambus, um Fenster in höheren Stockwerken zu erreichen. Manche von ihnen benutzten ein Pusterohr mit Erbsen, um damit gegen die Fenster zu schießen.
Der Knocker-up verließ den Ort vor dem Fenster eines Kunden erst, wenn er sich sicher war, dass der Kunde geweckt war.